# Gépébus Oréos 4X
A Gépébus Oréos 4X egy akkumulátoros elektromos midibusz, 47 férőhellyel, köztük 25 üléssel, a Gépébus termékcsaládba tartozó PVI gyártótól. A városi tömegközlekedési vonalak kiszolgálására vagy privát transzferek (például reptéri transzfer) kiszolgálására használt Gépébus Oréos 4X a Franciaországban gyártott első teljesen elektromos buszmodellek közé tartozik. Ez a tiszta járműtípus, amely nagyobb energiahatékonyságú generációból származik, mint a régi modellek, így segít csökkenteni a városi területek közlekedésének környezeti hatását.

## Műszaki jellemzők
- Maximális sebesség: több mint 70 km/óra
- Autonómia:120 km teljes feltöltéssel
- Energia-visszanyerési arány fékezéskor vagy lassításkor: kb 20%

Az Oreos 4X lítium-ion akkumulátorokat használ, amelyek speciális berendezés (töltő) használata nélkül újratölthetők, ezt integrálva a készülékbe.

## Elrendezés
Az Oréos 4X maximum 47 utas szállítására alkalmas, ebből 25 ülő.A busz a mozgáskorlátozottak számára kialakított beléptető rendszerrel is fel van szerelve.

## Művelet
Coulommiers városa (Seine-et-Marne) a Transdev' üzemeltetőjén keresztül megvásárolta az Oréos 4X-et, amely jelenleg is üzemel. Alpe d'Huez és Font Romeu síterepei a maguk részéről février 2013 egy-egyet üzembe helyeztek. Párizsban ezekkel a járművekkel szerelik fel a Montmartrobust — 2019-ben   octobre 2015 végétől.

### Külső hivatkozások
- Oreos 4X a PVI honlapján
- Bemutató lap az Avere-France honlapján
- Sodertel előadása

## Fordítás
Ez a szócikk részben vagy egészben  a   Gépébus Oréos 4X című francia Wikipédia-szócikk ezen változatának fordításán alapul.  Az eredeti cikk szerkesztőit annak laptörténete sorolja fel. Ez a jelzés csupán a megfogalmazás eredetét és a szerzői jogokat jelzi, nem szolgál a cikkben szereplő információk forrásmegjelöléseként.